# Беадини, Насер
Насер Беадини (20 мая 1962 год, Тетово — 16 января 1992 год, Эскишехир) — северомакедонский футболист, игравший на позиции нападающего.

## Биография
Профессиональную карьеру начал в 1980 году в клубе «Тетекс», которому помог клубу вернуться в высший дивизион Югославии. В 1985 переехал в Турцию, где стал игроком «Эскишехирспора». С 1988 по 1990 играл за «Самсунспор». В 1991 году подписал контракт с «Кайсери Эрджиесспором».
16 января 1992 года Бидини вместе с другим игроком и тренером погиб в результате дорожно-транспортного происшествия около Эскишехира.